# Мольн (Франция)
Мольн (фр. Meaulne) — коммуна во Франции, находится в регионе Овернь. Департамент коммуны — Алье. Входит в состав кантона Серийи. Округ коммуны — Монлюсон.
Код INSEE коммуны — 03168.

## Население
Население коммуны на 2008 год составляло 775 человек.
| 1962 | 1968 | 1975 | 1982 | 1990 | 1999 | 2008 |
| ---- | ---- | ---- | ---- | ---- | ---- | ---- |
| 882  | 918  | 885  | 823  | 808  | 759  | 775  |

## Экономика
В 2007 году среди 456 человек в трудоспособном возрасте (15—64 лет) 335 были экономически активными, 121 — неактивными (показатель активности — 73,5 %, в 1999 году было 69,5 %). Из 335 активных работали 286 человек (155 мужчин и 131 женщина), безработных было 49 (19 мужчин и 30 женщин). Среди 121 неактивных 25 человек были учениками или студентами, 48 — пенсионерами, 48 были неактивными по другим причинам.

## Достопримечательности
- Церковь Сен-Симфорьен (XVII век). Исторический памятник с 20 декабря 1985 года.
  - Скульптурная группа Богоматерь Милосердная (XVI век). Исторический памятник с 23 мая 1975 года.
- Замок Пле (XIV—XV века). Исторический памятник с 30 сентября 1991 года.
- Замок Альер (XVII век). Принадлежал генералу Жаку Луи Шевалье (1854—1938), отцу философа и министра Жака Шевалье[фр.]